# Sanneke de Neeling
Sanneke de Neeling (Rotterdam, 19 april 1996) is een Nederlandse langebaanschaatsster die schaatst bij het Gewest Fryslân.

## Biografie
Op 15-jarige leeftijd won De Neeling drie medailles bij het schaatsen op de Olympische Jeugdwinterspelen 2012, zilver op de 1500 meter en goud op de 3000 meter en de massastart. In het seizoen 2013/2014 deed ze voor het eerst mee aan wedstrijden voor senioren zoals de Nederlandse kampioenschappen schaatsen afstanden 2014 en het olympisch kwalificatietoernooi schaatsen Nederland 2014. Op 30 oktober 2015 plaatste ze zich voor de eerste serie wereldbekerwedstrijden op de 1000 en 1500 meter tijdens de KNSB Cup-selectiewedstrijden op de IJsbaan Twente. Op 23 januari 2016 werd De Neeling verrassend de jongste Nederlands kampioene sprint. In 1987 was de destijds 21-jarige Christine Aaftink de jongste; De Neeling werd dat ook nog eens als debutante. Hierna maakte De Neeling de overstap naar Jac Orie, maar wist niet door te groeien. In seizoen 2018/2019 wist ze weer op haar niveau te komen onder leiding van Henk Hospes en behaalde ze een zesde plek op het WK Sprint. Op 14 december 2019 startte De Neeling op de 1000 meter tijdens de vierde wereldbekerwedstrijd in Nagano als enige Nederlandse van het veld en eindigde als derde achter Bowe en Miho Takagi in 1.14,89. In seizoen 2023/2024 debuteerde De Neeling als marathonschaatser bij A6.nl/KMC. Op 2 maart 2024 schaatste ze haar laatste wedstrijd door een persoonlijk record te rijden op de 5000 meter in Thialf.

## Persoonlijk
Naast haar schaatscarrière studeert Sanneke de Neeling "Life Science and Technology" aan de Rijksuniversiteit Groningen (RUG).

## Persoonlijke records
| Afstand    | Tijd    | Datum            | Baan           |
| ---------- | ------- | ---------------- | -------------- |
| 500 meter  | 37,66   | 8 februari 2020  | Calgary        |
| 1000 meter | 1.13,74 | 7 februari 2020  | Calgary        |
| 1500 meter | 1.55,27 | 21 november 2015 | Salt Lake City |
| 3000 meter | 4.15,50 | 6 november 2021  | Heerenveen     |
| 5000 meter | 7.47,39 | 2 maart 2024     | Heerenveen     |

Bijgewerkt t/m 2 maart 2024

## Resultaten
| Jaar | NK Afstanden                 | NK Sprint                | NK Allround           | NK Junioren | EK Sprint            | WK Sprint                | WK Afstanden | WK Junioren                | Olympische Jeugdwinterspelen |
| ---- | ---------------------------- | ------------------------ | --------------------- | ----------- | -------------------- | ------------------------ | ------------ | -------------------------- | ---------------------------- |
| 2010 |                              |                          |                       | jun.C       |                      |                          |              |                            |                              |
| 2011 |                              |                          |                       | jun.C       |                      |                          |              |                            |                              |
| 2012 |                              |                          |                       | jun.B       |                      |                          |              |                            | 1500m · 3000m · Massastart   |
| 2013 |                              |                          |                       | jun.B       |                      |                          |              |                            |                              |
| 2014 | 17e 500m 11e 1000m 16e 1500m |                          |                       |             |                      |                          |              | 4e · (5e, 5e, , 6e)        |                              |
| 2015 | 15e 500m 4e 1000m 7e 1500m   |                          | NC11 (8e, 16e, 8e, -) |             |                      |                          |              | · (4e, , ) · 7e massastart |                              |
| 2016 | 4e 1000m 13e 1500m           | · (, , 4e, )             |                       |             |                      | 20e (26e, 16e, 23e, 18e) |              |                            |                              |
| 2017 | 7e 500m 5e 1000m 4e 1500m    | · (, , 4e)               |                       |             | 7e (10e, 7e, 4e, 5e) | 15e (16e, 9e, 20e, 8e)   | 11e 1000m    |                            |                              |
| 2018 | 500m · 5e 1000m · 13e 1500m  | · (4e, 5e, , )           |                       |             |                      |                          |              |                            |                              |
| 2019 | 4e 500m 4e 1000m 7e 1500m    | · (5e, 6e, , )           |                       |             | 5e (5e, 6e, 5e, 5e)  |                          | 8e 1000m     |                            |                              |
| 2020 | 5e 500m 5e 1000m 6e 1500m    | 4e · (, 4e, 8e, 6e)      |                       |             |                      |                          |              |                            |                              |
| 2021 | 16e 500m 12e 1000m           | 14e (15e, 15e, 15e, 11e) |                       |             |                      |                          |              |                            |                              |
| 2022 | DNF 500m 10e 1000m 11e 1500m |                          |                       |             |                      |                          |              |                            |                              |
| 2023 | 11e 500m 7e 1000m 7e 1500m   | 8e (11e, 7e, 10e, 8e)    |                       |             |                      |                          |              |                            |                              |
| 2024 | 13e 1000m 13e 1500m          | 14e (18e, 14e, 14e, 10e) |                       |             |                      |                          |              |                            |                              |